# Austrijski državni ugovor
Austrijski državni ugovor (njemački: Österreichischer Staatsvertrag); puni naziv ovog Ugovora glasi Ugovor o ponovnoj uspostavi samostojne i demokratske Austrije, potpisan u Beču 15. svibnja 1955. ( njemački: Staatsvertrag betreffend die Wiederherstellung eines unabhängigen und demokratischen Österreich, gegeben zu Wien am 15. Mai 1955). 
Ovaj Ugovor  je međunarodni sporazum, koji su potpisale Savezničke okupacijske snage u Austriji: Sjedinjene Američke Države, Sovjetski Savez, Francuska i Ujedinjeno Kraljevstvo s jedne strane te austrijska vlada u dvorcu Belvedere 15. svibnja 1955. Ugovor je stupio na snagu 27. srpnja 1955.

## Struktura ugovora
Glavna namjera Ugovora bila je ponovna uspostava samostalne, suverene i demokratske Austrije. Osnova za Ugovor je bila Moskovska deklaracija, potpisana 30. listopada 1943.
Potpisnici Ugovora bili su tadašnji ministri vanjskih poslova: Vjačeslav Molotov, John Foster Dulles, Harold MacMillan i Antoine Pinay kao predstavnici četiri savezničke sile i austrijski ministar vanjskih poslova Leopold Figl; pored njih Ugovor su potpisali i Visoki vojni komesari okupacionih snaga; Ivan I. Ilitčov (Sovjetski Savez), Geoffrey Arnold Wallinger (Ujedinjeno Kraljevstvo), Llewellyn E. Thompson Jr. (SAD), Roger Lalouette (Francuska).
Ugovor se sastoji iz preambule i 9 cjelina:
- Uvod
- Političke i teritorijalne odredbe
- Vojne i zračno prijevozne odredbe
- Reparacije
- Povlačenje savezničkih snaga
- vlasništvo, zakon i interesi
- ekonomski odnosi
- Pravila u slučaju sporova
- Gospodarske odredbe
- Zaključne odredbe

## Važne točke Ugovora
Kao dodatak temeljnim odredbama Ugovora o priznanju austrijske države, istaknuta su i manjinska prava Hrvata i Slovenaca. Ugovor je zabranio bilo kakvo ponovno (političko i gospodarstveno) ujedinjenje s Njemačkom - Anschluss, kao i ponovno osnivanje nacističkih ili drugih fašističnih stranaka i organizacija.
Austrija se obvezala, na vojnu neutralnost, na ovom je posebno inzistirao tadašnji Sovjetski Savez, želeći time osigurati austrijsku neutralnost, poslije odlaska sovjetskih trupa, - da Austrija ne uđe u NATO. Austrijska neutralnost nije bila dio prvotnog Ugovora, ali ju je izglasao Austrijski parlament kao dio Deklaracije o austrijskoj neovisnosti.

## Posljedice
Nakon potpisa Ugovora su Savezničke okupacione sile ostale na austrijskom ozemlju do 25. listopada 1955.
26. listopad je bio Austrijski državni blagdan (do 1965.): koji se zvao Dan zastave. Mnogi obični Austrijanci i danas misle, da taj praznik slavi odlazak okupacijskih snaga, on zapravo predstavlja začetak austrijske neovisnosti i neutralnosti, koja je stupila na snagu kao Deklaracija o neutralnosti na taj dan 1955.

## Povijest i nastanak Ugovora
Prvi pokušaji da se dođe to ponovnog suvereniteta i takvog Ugovora, krenuli su odmah po završetku rata i uspostavi prve austrijske posljeratne vlade. Ti pokušaju su propali, jer su Saveznici prvo htjeli rasčistiti stvari u Njemačkoj i potpisati mirovni sporazum s Njemačkom. Ugovor je vremenom postajao sve udaljeniji razvojem hladno ratovskih prilika. Austrija se u međuvremenu odhrvala pokušajima odcjepljenja dijelova Koruške i pripojenja tadašnjoj DF Jugoslaviji, ali institucionalno nije odbacila mogućnost ponovnog pripojenja Južnog Tirola. Nakon Staljinove smrti 1953. godine, šanse za postignuće Ugovora postale su povoljnije, naročito nakon potpisivanja Moskovskog memoranduma.
Austrijski franjevac kapucin Petrus Pavlicek osnovao je katolički molitveni pokret s ciljem mira i oslobođenja Austrije od sovjetske prisutnosti nakon Drugog svjetskog rata. Pokret je s vremenom postao masovan s velikim javnim procesijama u Beču svaki mjesec - 13. dana u mjesecu. Pridružili su se i austrijski premijer Leopold Figl i članovi Vlade. Premijer je predvodio godišnju procesiju. Pavlicek je potpisivanje Austrijskog državnog ugovora pripisao svom molitvenom pokretu.

## Vanjske poveznice
- Staatsvertrag von Wien (1955)  Arhivirana inačica izvorne stranice od 9. siječnja 2006. (Wayback Machine) - Tekst austrijskog državnog ugovora na njemačkom
- Portal posvećen Austrijskom državnom ugovoru
- Österreich ist frei! - na njemačkom

1. ↑  Austria 1945 fatimarosarypledge.com Preuzeto 27. travnja 2025.